# Виталий Кличко — Одланьер Солис
Виталий Кличко против Одланьера Солиса — профессиональный боксёрский 12-раундовый поединок в тяжёлом весе между украинским боксёром Виталием Кличко и кубинским боксёром, победителем летних Олимпийских игр 2004 года в весовой категории до 91 кг, ранее не побеждённом на профессиональном ринге — Одланьером Солисом, за титул чемпиона мира по версии World Boxing Council, которым обладал Виталий Кличко.
Бой состоялся 19 марта 2011 года на Ланксесс-Арене (Кёльн, Германия). Поединок продлился менее раунда, за это время у обоих боксёров были удачные моменты, но преимущество было на стороне действующего чемпиона. В конце раунда Солис подвернул ногу, и ввиду невозможности продолжения поединка победа нокаутом в 1-м раунде была присуждена Виталию Кличко.

## Предыстория
Победитель Олимпийских игр 2004 года в весовой категории до 91 кг Одланьер Солис дебютировал на профессиональном ринге 27 апреля 2007 года. Несмотря на то, что во время своей любительской карьеры Солис выступал в весовой категории до 91 кг, на профессиональном ринге (с момента дебюта и до боя с Кличко) его вес варьировался от 112 до 118 кг. Из-за проблем Солиса с лишним весом некоторые аналитики предположили, что если ему удастся избавиться от лишнего веса, то он сможет победить любого боксёра в тяжёлом весе.
11 октября 2008 года после четырёхлетнего перерыва в профессиональной боксёрской карьере на ринг вернулся бывший чемпион мира по версии WBC Виталий Кличко. В первом же поединке Кличко-старший вернул себе чемпионский титул и провёл (до поединка с Солисом) пять успешных защит титула.
17 декабря 2010 года Одланьер Солис одержал семнадцатую победу подряд, одолев американца Рэя Остина и получил статус обязательного претендента на титул чемпиона мира по версии WBC.
Солис, имеющий проблемы с лишним весом, отправился готовиться к поединку в горный массив Сьерра-Невада (Испания), при этом он заявил, что намерен выйти на пик формы и сбросить лишние килограммы.
18 марта 2011 года состоялась официальная процедура взвешивания боксёров перед поединком, Виталий Кличко весил 113,5 кг, а Одланьер Солис — 112 кг.

## Прогнозы
Мнения относительно того, кто одержит победу в этом противостоянии, разделились. В среде спортивных журналистов и аналитиков фаворитом считался Виталий Кличко. Так, журналисты боксёрских изданий стран СНГ: журнала «Ринг» и интернет-портала vRINGe.com, делая свой прогноз на этот поединок, разделились во мнениях — Евгений Пилипенко и Игорь Витько были уверены в победе действующего чемпиона судейским решением, Дмитрий Лукьяненко и Антон Горюнов спрогнозировали досрочную победу украинца в 7-м и 11-м раундах соответственно, а Олег Сарычёв поставил на досрочную победу Солиса в 11-м раунде.
Российский спортивный журналист Александр Беленький, говоря о шансах Солиса на победу в этом поединке, отмечал, что кубинец является низкорослым боксёром для тяжёлого веса, с неплохим, но не самым сильным ударом и со средней боксёрской скоростью. При этом Беленький уточнял, что помимо всего вышеперечисленного, у Одланьера есть проблемы с лишним весом. Беленький сумел найти в Солисе всего одну сильную сторону — его боксёрскую чувствительность — «способность тонко, на уровне интуиции, чувствовать соперника».
В боксёрской среде мнения относительно победителя этого боя также разделились. Брат Виталия и чемпион мира по версиям WBA Super, IBF, WBO, IBO и журнала The Ring Владимир Кличко отмечал, что этот поединок будет тяжёлым для его старшего брата, но тот всё же сможет одержать в нём победу. Спарринг-партнёр Солиса Алексей Мазыкин был уверен в победе кубинца судейским решением. Двукратный олимпийским чемпион Гильермо Ригондо также был уверен в победе претендента, при этом он отмечал, что Солис обладает высоким боксёрским IQ.

## Ход поединка
С начала поединка Виталий Кличко начал боксировать первым номером, при этом Кличко часто выбрасывал переднюю — левую руку, и несколько раз попал по оппоненту джебом (прямым ударом) с левой руки. После этого кубинец взял паузу длиной в несколько секунд и несколько раз небезуспешно попробовал провести удар с правой руки (Солис боксирует в правосторонней стойке). Эти попытки Солиса были вызваны особенностями манеры ведения боя Кличко-старшего, который держал переднюю руку опущенной. При этом Кличко постоянно выбрасывал прямые удары с левой руки.
Через 1 минуту и 20 секунд после начала раунда, Солис попробовал провести трёхударную комбинацию (правый — левый — правый), от которой Кличко смог защититься «с помощью одних движений головы, лишь немного помогая себе руками». В оставшейся части раунда Кличко сохранил своё преимущество благодаря тому, что постоянно пробивал джеб с левой руки.
В конце раунда Солис в очередной раз пропустил несколько джебов от Кличко и тут же ответил на них хуком (боковым ударом) с левой руки, при этом Кличко сразу же выбросил серию прямых ударов. Менее чем за 10 секунд до окончания раунда претендент выбросил два боковых удара, слева и справа, от которых Кличко защитился, отступив назад, и сразу же выбросил боковой удар с правой руки. После этого Кличко увидел, что кубинец слегка потрясён, и попытался нанести прямой удар с левой руки. Однако в этот момент Солис упал и схватился за ногу, а рефери поединка Хосе Гвадалупе Гарсия начал отсчёт нокдауна. Солис поднялся с большим трудом, при этом было видно, что он хромал и Хосе Гвадалупе Гарсия остановил поединок. В итоге победа нокаутом в 1-м раунде (KO1) была присуждена Виталию Кличко.

## Андеркарт
Комментарий: Андеркарт — предварительные боксёрские бои перед основным поединком вечера.
В таблице перечислены результаты всех поединков боксёров.
В каждой строке указан результат поединка. Дополнительно номер поединка обозначен цветом, который обозначает итог поединка. Расшифровка обозначений и цветов представлена в нижеследующей таблице.
| Пример | Расшифровка                     |
| ------ | ------------------------------- |
|        | Победа                          |
|        | Ничья                           |
|        | Поражение                       |
|        | Планируемый поединок            |
|        | Поединок признан несостоявшимся |
| КО     | Нокаут                          |
| ТКО    | Технический нокаут              |
| PTS    | Решение судей (по очкам)        |
| UD     | Единогласное решение судей      |
| MD     | Решение большинства судей       |
| SD     | Раздельное решение судей        |
| RTD    | Отказ от продолжения боя        |
| DQ     | Дисквалификация                 |
| NC     | Поединок признан несостоявшимся |

| Боксёр                | Итог боя  | Боксёр                   | Примечания                                                                            |
| --------------------- | --------- | ------------------------ | ------------------------------------------------------------------------------------- |
| Виталий Кличко (41-2) | KO1 (12)  | Одланьер Солис (17-0)    | Поединок за титул чемпиона мира в тяжёлом весе по версии WBC.                         |
| Ола Афолаби (15-2-3)  | TKO5 (12) | Любос Суда (23-4-1)      | Поединок за титул интерконтинентального чемпиона в первом тяжёлом весе по версии WBO. |
| Нури Сефери (29-6)    | UD8 (8)   | Йожеф Надь (24-9)        | Рейтинговый поединок в тяжёлом весе                                                   |
| Стефан Уорт (10-1-1)  | UD6 (6)   | Ференц Зольд (11-4)      | Рейтинговый поединок в полусреднем весе.                                              |
| Майкл Спротт (35-15)  | UD4 (4)   | Сердар Уйсал (13-12-2)   | Рейтинговый поединок в тяжёлом весе.                                                  |
| Хизни Алтункая (15-0) | TKO1 (4)  | Дирк Манделартез (7-4-3) | Рейтинговый поединок в первом тяжёлом весе.                                           |

Андеркарт оказался традиционен для поединков с участием братьев Кличко, и охарактеризовать его можно было всего одним словом — никакой. Ни один из представленных поединков не представлял реального интереса, и ожидание главного события лучше было бы заполнить чем-то более полезным, нежели созерцание того, как спарринг-партнёры Виталия бьют каких-то сомнительных ребят. Были и другие пары, но о них лучше вообще умолчать…— Антон Горюнов

## После боя
После поединка Одланьер Солис перенёс операцию на травмированном колене и заявил, что хочет провести реванш с Виталием Кличко. Однако этот поединок так и не состоялся.
После победы над Солисом, в 2011—2012 годах Виталий Кличко провёл три защиты титула, победив Томаша Адамека, Дерека Чисору и Мануэля Чарра, а в декабре 2013 года объявил о завершении боксёрской карьеры.
Для Солиса поражение от Кличко стало первым в профессиональной карьере. Одланьер вернулся на профессиональный ринг в мае 2012 года, и победив Константина Айриха, завоевал титул интерконтинентального чемпиона по версии IBF. Провёл две успешные защиты титула, после чего проиграл два поединка подряд (в марте 2014 и в 2015 году) американцу Тони Томпсону. После поражений от Томпсона Солис провёл два победных поединка против малоизвестных боксёров.